# Olivenolie
Olivenolie er en vegetabilsk olie, som er udvundet fra frugten fra oliventræet (Olea europea sativa), der stammer fra Middelhavsområdet. I Middelhavslandene har den i generationer både været anset for at være sundhedsfremmende og indtaget en vigtig plads i kosten. Olivenolie anvendes i mad, kosmetik og sæbe. Olivenolie anses for at være en sund diætolie, fordi den har et højt indhold af monoumættede fedtsyrer.

## Dyrkning og fremstilling
EU tegner sig for 80% af verdens produktion af olivenolie og for 70% af forbruget på verdensplan. 
Olivendyrkningen er udbredt i Middelhavsområdet og i 2000 udgjorde de arealer, hvor der blev dyrket oliven i EU, ca 5 163 000 hektar eller ca. 4% af EU's landbrugsareal. Heraf fandtes 48% i Spanien og 22,5% i Italien. 
Der findes ca. 2,5 mio. producenter, svarende til ca. en tredjedel af alle landmænd i EU:
- Italien: 1 160 000 producenter
- Grækenland: 380 000 producenter
- Spanien: 380 000 producenter
- Portugal: 130 000 producenter
- Frankrig: ukendt

Olivenproduktionen er en meget vigtig kilde til beskæftigelse og den vigtigste økonomiske aktivitet i mange olivenproducerende regioner og har gennem århundreder sat sit præg på de lokale landskaber.
Til støtte for det internationale samarbejde i forbindelse med olivenproduktion oprettedes i 1959 Det internationale olivenolieråd (The International Olive Council) med hovedkvarter i Madrid.

## Kategorier ogklassifikation
EU har oprettet en fælles markedsordning for fedtstoffer og i den sammenhæng fastsat handelsbetegnelser for og definitioner på de forskellige kategorier af olivenolie og olie af olivenpresserester, som sælges i de enkelte medlemsstater. Der er derfor også fastsat EF-metoder for kemisk analyse og organoleptisk vurdering af samme.

### EU-klassifikation af olivenolier
Olivenolie klassificeres efter tre hovedkriterier:
1. Udvindelse – Hvilken fremstillingsmetode er blevet anvendt?
  - Jomfru olivenolie: Henviser til at olien er blevet fremstillet udelukkende ved hjælp af mekaniske processer.
  - Rektificeret olie: Betyder at olien er blevet raffineret, dvs. behandlet kemisk for at neutralisere stærke lugt- og smagsstoffer og for at nedsætte syreindholdet.
  - Olie af olivenpresserester: Betyder at olien er udvundet fra olivenpresserester under anvendelse af kemiske opløsningsmidler – mest hexan – og under anvendelse af opvarmning.
2. Kemiske egenskaber – Hvordan er oliens kemiske sammensætning?
  - EU har opstillet præcise kemiske specifikationer for de forskellige handelsbetegnelser for olivenolie, hvoraf de vigtigste analyseparametre er angivet i det nedenstående:
    1. Ekstra jomfru olivenolie: Indhold af fri syre ≤ 0,8 %, perioxidtal ≤ 20 mEq O2/kg
    2. Jomfru olivenolie: Indhold af fri syre ≤ 2,0 %, peroxidtal ≤ 20 mEq O2/kg
    3. Bomolie: Indhold af fri syre > 2,0%
    4. Raffineret olivenolie: Indhold af fri syre ≤ 0,3%, peroxidtal ≤ 5 mEq O2/kg
    5. Olivenolie (blanding af raffineret olivenolie og jomfruolie): Indhold af fri syre ≤ 1,0 %, peroxidtal ≤ 15 mEq O2/kg
3. Organoleptiske egenskaber – Hvordan dufter og smager olien?

- - Olivenoliens smag bedømmes af et smagepanel, som består af en panelleder og 8-12 trænede smagere. Olieprøven hældes op i et farvet smageglas for at kamuflere oliens farve, da denne ikke betragtes som en kvalitetsparameter og derfor ikke må influere smageren under bedømmelsen. Olien varmes let for at frigøre alle aromastoffer, hvorefter der lugtes til og smages på olien. Smageren noterer derefter intensiteten af de positive og negative karaktertræk for den pågældende prøve. Olien klassificers herefter i forhold til medianen af det negative karaktertræk, som fremstår stærkest, og medianen for det positive karaktertræk i form af en frugtagtig smag, i en af de følgende kategorier:

1. 1. Ekstra jomfru olivenolie: Medianen for det negative karaktertræk er lig med 0, og medianen for frugtagtig karakter er større end 0.
  2. Jomfru olivenolie: Medianen for det negative karaktertræk er større end 0 og mindre end/lig med  2,5, og medianen for frugtagtig karakter er større end 0.
  3. Bomolie: Medianen for det negative karaktertræk er større end 2,5 ELLER medianen for det negative karaktertræk er lig med eller mindre end 2,5, og medianen for frugtagtig karakter er lig med 0.

### Salgsetiketter
Standarderne for etikettering af den olivenolie, som man finder i butikkerne kan hermed opsummeres i de følgende produkter:
- Ekstra jomfru olivenolie – Den bedste handelskategori på markedet, som kendetegner et produkt fremstillet ved mekanisk presning af sunde oliven plukket direkte fra træet. Man vil derfor se den følgende standardsætning på etiketten: Olivenolie af bedste kvalitet der er udvundet direkte af oliven og udelukkende ved mekaniske processer. Det er ikke tilladt at angive indholdet af fri syre uden også at angive perioxidtal og UV-tallet.
- Jomfru olivenolie – Den næstbedste handelskategori på markedet, som også er fremstillet ved mekanisk presning af oliven.
- Olivenolie – er en blanding af jomfru olivenolie og rektificeret bomolie, og er den gængse olivenolie, som findes i butikkerne.
- Olie af olivenpresserester – er en blanding af rektificeret olie af olivenpresserester og muligvis noget jomfru olivenolie. Den produceres med konsumering for øje, men den må ikke kaldes for olivenolie og findes sjældent i butikkerne.
- Bomolie – findes ikke i butikkerne, da den ikke anvendes til konsumering; Bomolie anvendes til industriformål.

## Opbevaring og udseende
Olivenolie opbevares bedst mørkt og kælderkoldt, dvs. mellem 12-16 °C. Den skal beskyttes mod sollys, luftens ilt og mod andre varer med stærk lugtafgivelse, da den ellers kan optage smagsstoffer herfra.
Bliver olivenolie sat i køleskab ved ca. 5 °C vil olien blive hvidlig, uklar og klumpet fordi nogle af fedtsyrerne bliver faste, men olivenolien tager ikke nødvendigvis skade af det. Sættes olivenolien udenfor køleskabet ved stuetemperatur, vil den få sit oprindelige udseende igen.
Olivenolie kan fryses og vil dermed bevare sin friske smag ved optøning, men da den meget hurtigt nedbrydes, anbefales det at frysning sker i små portioner, som konsumeres inden for ca. en uges tid.